# Hira Lal
Hira Lal (ur. 26 listopada 1980) – indyjski narciarz alpejski. Olimpijczyk z Turynu 2006, gdzie nie ukończył pierwszego przejazdu w slalomie gigancie. Wielokrotnie startował w zawodach FIS-u. Jego najlepsza lokata to ósme miejsce w slalomie gigancie w 2013 roku. Uzyskał je na zawodach w tureckim ośrodku narciarskim w Sarıkamış położonym w prowincji Kars.